# Immortal (album Lorna Shore)
Immortal – trzeci album studyjny amerykańskiego zespołu Lorna Shore wydany 31 stycznia 2020 roku przez wytwórnię Century Media. Album został nagrany z nowym wokalistą CJ McCrerry'm, który zastąpił Toma Barbera. 

## Lista Utworów
Wszystkie utwory zostały stworzone przez Lorna Shore.
1. "Immortal" - 6:53
2. "Death Portrait" - 5:09
3. "This Is Hell" - 5:22
4. "Hollow Sentence" - 3:51
5. "Warpath of Disease" - 4:02
6. "Misery System" - 3:54
7. "Obsession" - 3:42
8. "King ov Deception" - 3:54
9. "Darkest Spawn" - 4:34
10. "Relentless Torment" - 4:24

## Twórcy
Na podstawie materiału źródłowego:
Wykonawcy
- CJ McCrerry - wokal
- Adam De Micco - gitary, bass
- Austin Archey - perkusja

Produkcja i wizualizacja
- Josh Schroeder - mix, mastering, produkcja
- Caelan Stokkermans - okładka albumu
- Silas Ualthum - design sigilu z okładki albumu